# Грегори (лунный кратер)
Кратер Грегори (лат. Gregory), не путать с кратером Грегори на Венере,  — крупный древний ударный кратер расположенный в экваториальной части обратной стороны Луны. Название присвоено в честь шотландского математика и астронома Джеймса Грегори (1638—1675) и утверждено Международным астрономическим союзом в 1970 г. Образование кратера относится к донектарскому периоду.

## Описание кратера

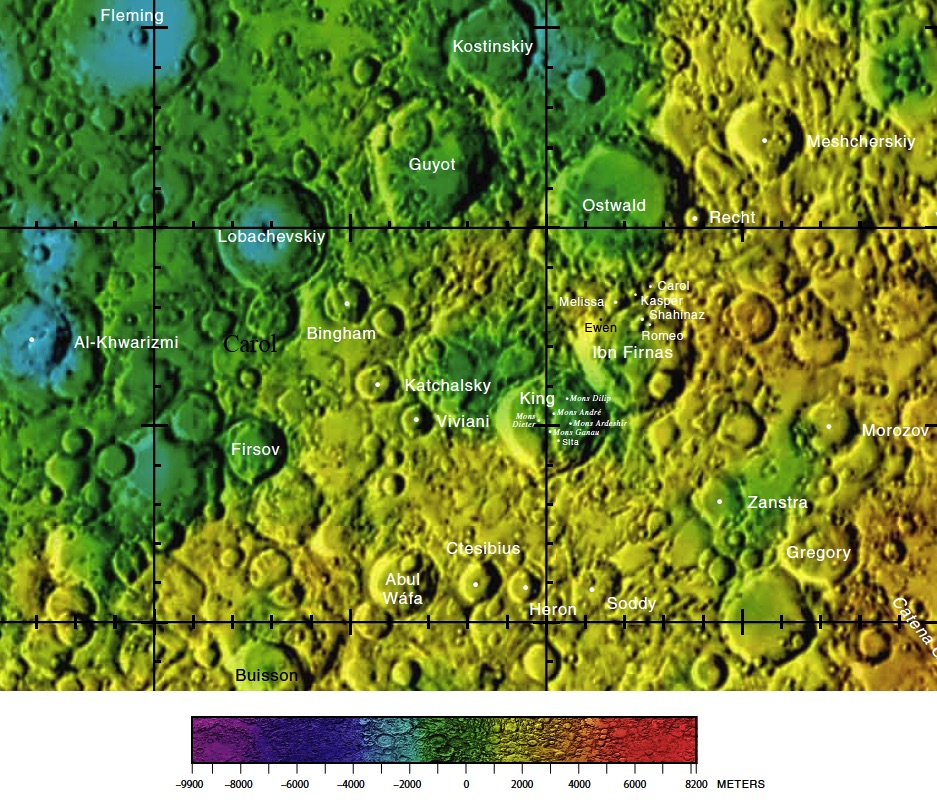
Окрестности кратера Грегори. Фрагмент карты обратной стороны Луны.

Ближайшими соседями кратера являются кратер Занстра на западе-северо-западе, кратер Морозов на севере, кратер Грин на востоке-северо-востоке, кратер Гартман на востоке, кратер Прагер на юге-юго-востоке, кратер Бечварж на юго-западе. На юго-востоке от кратера находится цепочка кратеров Грегори. Селенографические координаты центра кратера 1°46′ с. ш. 127°17′ в. д. / 1,76° с. ш. 127,28° в. д., диаметр 63,9 км, глубина 2,7 км.
За длительное время своего существования кратер значительно разрушен, вал перекрыт множеством кратеров различного размера, особенно пострадала северная часть вала. К юго-западной части кратера с частичным перекрытием прилегает сателлитный кратер Грегори Q (см. ниже). Высота вала над окружающей местностью составляет 1260 м, объем кратера составляет приблизительно 4000 км³. Дно чаши кратера неровное, испещрено множеством мелких кратеров, в центре чаши находятся останки более крупного кратера.

## Сателлитные кратеры
| Грегори | Координаты                                            | Диаметр, км |
| ------- | ----------------------------------------------------- | ----------- |
| K       | 0°28′ ю. ш. 128°40′ в. д. / 0,46° ю. ш. 128,67° в. д. | 27,0        |
| Q       | 0°11′ с. ш. 125°56′ в. д. / 0,19° с. ш. 125,94° в. д. | 68,6        |

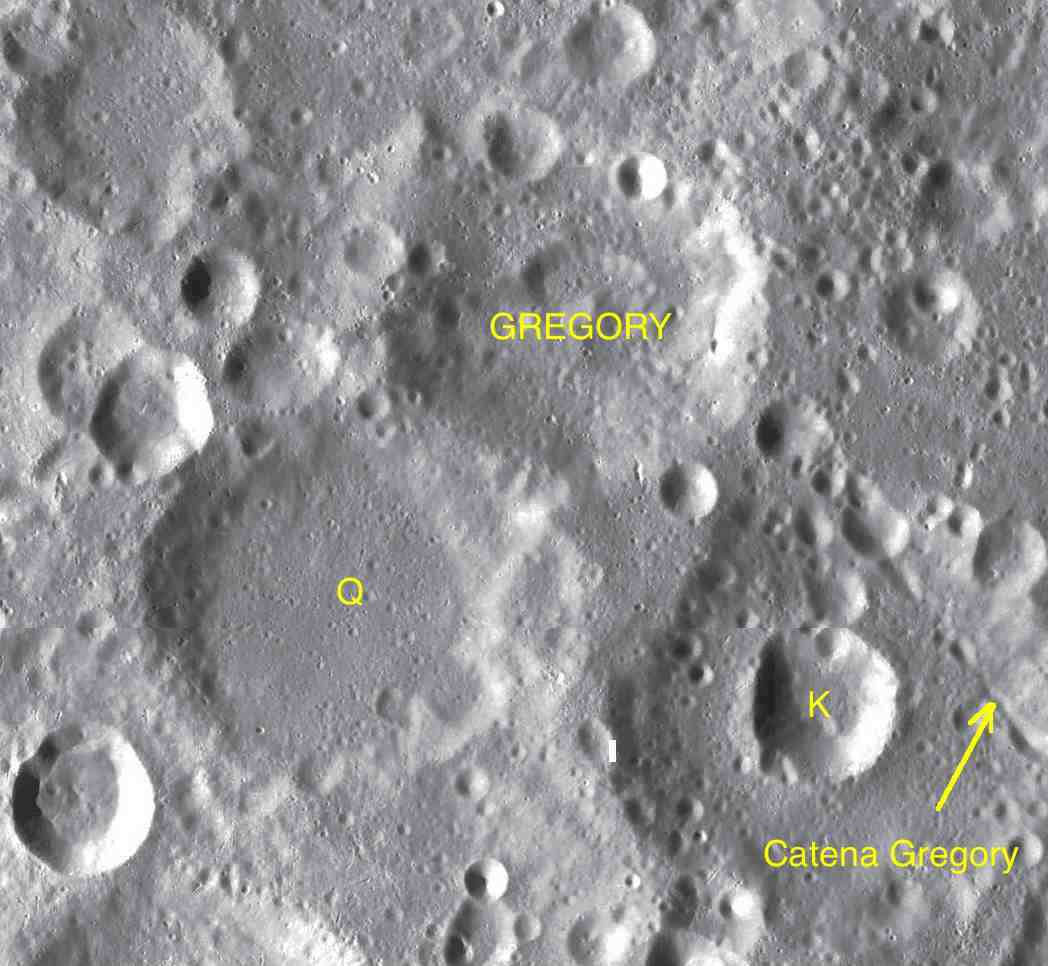
Фрагменты карт LAC-65, LAC-83.

- Образование сателлитного кратера Грегори Q относится к донектарскому периоду[1].